# Екологічний слід

Карта розподілу країн світу за величиною екологічного сліду

Екологі́чний слід (англ. ecological footprint) — міра потреб людини в екосистемах планети; стандартизований показник, що відображає попит людської популяції на природний капітал, який може навіть перевищувати екологічну спроможність планети до регенерації цього капіталу. Інакше: це територія землі та води, яка потрібна людській популяції для отримання відновлюваних ресурсів, які вона споживає, і для поглинання відповідних відходів, які вона виробляє, з використанням переважаючих технологій.  Іншими словами, він вимірює «кількість природи», яку ми використовуємо, і порівнює її з тим, скільки насправді має «природа». З іншого боку, біопотенціал є здатністю біосфери до регенерації та забезпечення життя на поточних тенденціях попиту. Він порівнює матеріальний обмін людської економіки з тим, що природа може оновити.
Дана міра дозволяє порівняти потреби окремої людини, сім'ї, громади, нації та цивілізації в цілому у природному капіталі з обсягами екологічних ресурсів, що є у розпорядженні, а також, з можливостями для їх відновлення. Аналіз екологічного сліду широко використовується навколо Землі для підтримки оцінок стійкості. Це дає змогу людям вимірювати і керувати використанням ресурсів в економіці та досліджувати стійкість індивідуального способу життя, товарів і послуг, організацій, галузей промисловості, районів, міст, регіонів і країн.
Показник розраховується як для окремої людини так і для групи людей і представляється площею біологічно продуктивної поверхні суходолу та води, необхідної як для постачання природних ресурсів, що споживаються людиною чи групою людей, так і для поглинання відходів, пов'язаних з цим споживанням. За допомогою обрахунку вплив життєдіяльності людини на довкілля представляється у глобальних гектарах суходолу та водної поверхні на одну особу, що концептуально простіше для сприйняття. 
Екологічний слід на душу населення (EF), або аналіз екологічного сліду (EFA), є засобом порівняння споживання та способу життя, а також перевірка його на біопотенціал - здатність природи забезпечити це споживання. Інструмент може інформувати політику, досліджуючи, якою мірою нація використовує більше (або менше), ніж доступна на її території, або в якій мірі спосіб життя нації буде відтворюватися у всьому світі. Слід також може бути корисним інструментом для освіти людей про надмірне споживання, з метою зміни особистої поведінки. Екологічні сліди можуть бути використані для того, щоб стверджувати, що багато існуючих способів життя не є стійкими. Таке глобальне порівняння також чітко показує нерівність використання ресурсів на цій планеті на початку ХХІ століття. 

## Історія терміна

### Дослідження Різа та Вакернагеля
Термін «екологічний слід» був введений в обіг у 1992 році канадським професором Вільямом Різом. Концепція екологічного сліду та метод розрахунку була розроблена як кандидатська дисертація Матіса Вакернагеля, під керівництвом Різа в Університеті Британської Колумбії у Ванкувері, Канада, з 1990-1994 рр. Спочатку Вакернагель і Різ назвали поняття "привласнена несуча здатність".
Щоб зробити цю ідею більш доступною, Різ придумав термін "екологічний слід", натхненний комп'ютерним техніком, який похвалив "маленький слід свого комп'ютера на столі". На початку 1996 р. Вакернагель і Різ опублікували книгу «Наш екологічний слід: скорочення впливу людини на Землю» з ілюстраціями Філа Тестемаля. 
Значення відбитків класифікуються за вуглецем, продуктами харчування, житлом, товарами та послугами, а також загальною кількістю відбитків Землі, необхідних для підтримки населення світу на такому рівні споживання. Цей підхід також може бути застосований до діяльності, такої як виготовлення виробу або керування автомобілем. Цей облік ресурсів подібний до аналізу життєвого циклу, де споживання енергії, біомаси (їжа, волокно), будівельного матеріалу, води та інших ресурсів перетворюється на нормований показник площі землі, що називається глобальними гектарами (га). 
У центрі уваги обліку екологічного сліда є біологічні ресурси. Замість невідновлюваних ресурсів, таких як нафта або мінерали, саме біологічні ресурси є найбільш обмежувальними ресурсами для людського підприємства. Наприклад, кількість викопного палива, що все ще знаходиться під землею, обмежена, ще більш обмежується здатність біосфери справлятися з викидом CO2 при його спалюванні. Ця здатність є одним з конкуруючих способів використання біопотенціалу планети. Подібним чином, мінерали обмежені наявною енергією для вилучення їх з літосфери та їх концентрації. Межі здатності екосистем відновити біомасу обумовлені такими факторами, як наявність води, клімат, родючість ґрунтів, сонячна енергія, технологія та практика управління. Ця здатність до оновлення, керована фотосинтезом, називається біопотенціалом.
У 2007 році середня біологічно продуктивна площа на людину в усьому світі становила приблизно 1,8 глобальних гектарів на душу населення. Розмір США на душу населення становив 9,0 га, а в Швейцарії - 5,6 га, тоді як у Китаї - 1,8 га.   WWF стверджує, що людський слід перевищив біопотенціал (наявний запас природних ресурсів) планети на 20%. 
Вакернагель і Різ спочатку підрахували, що наявна біологічна потужність для 6 мільярдів людей на Землі в той час становила близько 1,3 га на людину, що менше, ніж 1,8 глобальних гектарів, опублікованих у 2006 році, оскільки перші дослідження не використовували глобальні гектари, ані включали біопродуктивні продукти, морські райони.

### Подальші дослідження
Хоча термін цей вже був добре відомий і набув широкого вжитку, проте методи обрахунку продуктивної поверхні суходолу і води відрізнялися у різних авторів. У 2006 році з'явився перший погоджений стандарт обрахунку, який зробив результати більш порівнюваними та послідовними. 
Розрахунки людства у 2007 році засвідчили що цивілізації потрібно у 1,5 рази більше площі у вигляді різнорідних екосистем планети ніж на той час було у наявності на Землі. Це означає, що людство використовує екологічні ресурси планети у 1,5 рази швидше, аніж планета встигає відновити їх. 
Другий стандарт методології було схвалено у 2009 році. Завдяки цим методологіям стало можливим оцінити площі планетарних екосистем, які слід мобілізувати для того, щоб підтримати життєдіяльність людства в рамках існуючого способу життя та господарювання. 
Населення переважної більшості розвинутих держав використовує більше природного капіталу, ніж генерується на їх власній території. Таким чином, навантаження на довкілля у розвинутих країнах, більше, аніж в інших. Було вирахувано так звані екологічні межі, які дозволяли природі підтримувати людську діяльність в рамках існуючого способу життя. Вони становили 2,2 га на одного мешканця планети. 
У 2014 році Global Footprint Network оцінила екологічний відбиток людства на планету Земля, та відмітили, що вимоги людства були в 1,7 рази швидше, ніж відновлені екосистеми планети.  
Метод обліку екологічного сліду на національному рівні описаний на вебсторінці Global Footprint Network  або більш детально в академічних роботах, включаючи Borucke et al.
Программа ООН з довкілля вираховує екологічний слід людства щорічно.
Як показав Лін ет аль ( Lin et al, 2018) , тимчасові тенденції для країн і світу залишаються незмінними, незважаючи на оновлення даних. Також нещодавнє дослідження Швейцарського міністерства охорони навколишнього середовища самостійно перерахувало швейцарські тенденції та відтворило їх у межах 1-4% за період часу, який вони вивчали (1996-2015). 

## Екологічний слід на індивідуальному рівні
У дослідженні 2012 року про споживачів, що ідентифікуються як «зелені» проти «коричневих» (де очікується, що зелені люди матимуть значно менший екологічний вплив, ніж «коричневі» споживачі »), було зроблено висновок:« у дослідженні не виявлено істотної різниці між вуглецевими відбитками зелених і коричневих споживачів ».   Аналогічне дослідження завершилося у 2013 році.
Дослідження 2017 року, опублікованого в  Environmental Research Letters , передбачало, що найважливішим способом зменшення власного вуглецевого сліду є зменшення кількості дітей, а також життя без транспортного засобу, відмова від подорожей і прийняття рослинного раціону.
World Scientists' Warning to Humanity у 2017 році повідомило друге повідомлення, підписане більш ніж 15 000 вченими по всьому світу, а саме: закликання людей "переглядати і змінювати нашу індивідуальну поведінку, включаючи обмеження нашого власного відтворення і різко зменшити наше споживання викопного палива, м'яса та інших ресурсів на душу населення ». 
Згідно з дослідженням 2018 року, опублікованого в Science, уникнення продуктів тваринного походження, включаючи м'ясо та молочні продукти, є найбільш значним способом зменшення кількості загального екологічного вплив на землю, що означає "не тільки парникові гази, але і глобальне окислення ґрунту, евтрофікацію, землекористування та використання води". 

## Ресурси Інтернету
- Global Footprint Network Ecological Footprint : Overview
- Earth Overshoot Day Day on which humanity starts consuming more than nature can regenerate in that year.
- Footprintcalculator.org [Архівовано 2 жовтня 2019 у Wayback Machine.]: an interactive, flash-animated, Footprint calculator for individuals (now applicable to 15 countries world-wide)
- WWF "Living Planet Report" [Архівовано 6 вересня 2008 у Wayback Machine.], a biannual calculation of national and global footprints
- Answers to common Footprint questions [Архівовано 27 січня 2017 у Wayback Machine.]
- GTZ's conservation and development series "Sustainability Has Many Faces" [Архівовано 6 квітня 2016 у Wayback Machine.] A Big Foot on a Small Planet? Accounting with the Ecological Footprint – Succeeding in a world with growing resource constraints. Plenty of additional materials are available via http://www.conservation-development.net/Projekte/Nachhaltigkeit/DVD_10_Footprint/files/Links/index-e.html%5Bнедоступне+посилання+з+липня+2019%5D
- Ecological Footprint [Архівовано 12 жовтня 2006 у Wayback Machine.] Earth Encyclopedia – http://www.eoearth.org/ [Архівовано 12 жовтня 2006 у Wayback Machine.]
- Life Cycle Assessment, introduction
- Independent directory of service providers, databases, tools for LCA/Carbon footprint and related
- Best Foot Forward Ecological Footprint experts
- Ecological Footprint 2.0
- Ecological Footprint Cartogram [Архівовано 27 серпня 2009 у Wayback Machine.]
- UK charity specifically dedicated to sustainable development linked to ecological footprinting [Архівовано 3 березня 2011 у Wayback Machine.]
- 2010 Biodiversity Indicators Partnership
- US Environmental Footprint Factsheet
- Interview with Bill Rees
- Сайт з калькулятором екологічного сліду [Архівовано 22 червня 2010 у Wayback Machine.]
- «ХайВей» - Чи не провалимось у власний «екологічний слід»? [Архівовано 17 червня 2012 у Wayback Machine.]

| Екологія | Це незавершена стаття з екології. Ви можете допомогти проєкту, виправивши або дописавши її. |